# Monoptya
Monoptya là một chi bướm đêm thuộc họ Noctuidae.